# 기계화
기계화(mechanization)는 주로 손으로 또는 동물을 사용하여 작업하는 것에서 기계를 사용하여 작업하는 것으로 변경하는 과정이다. 초기 엔지니어링 텍스트에서 기계는 다음과 같이 정의된다.
모든 기계는 특정 기계적 작업을 수행할 목적으로 구성되며, 각 작업은 해당 기계 외에 두 가지 다른 것, 즉 이동력과 작업의 대상인 작업을 수행하는 대상이 존재한다고 가정한다. 실제로 기계는 권력과 노동을 다른 것에 적응시키기 위해 권력과 노동 사이에 삽입된다.
모든 분야에서 기계화에는 수공구의 사용이 포함된다. 공학이나 경제학과 같은 현대적 사용법에서 기계화는 수공구보다 더 복잡한 기계를 의미하며 기어가 없는 말이나 당나귀 방앗간과 같은 간단한 장치는 포함하지 않는다. 기어, 도르래 또는 라인 샤프트, 벨트, 샤프트, 캠 및 크랭크와 같은 수단을 사용하여 속도 변화 또는 왕복 운동에서 회전 운동으로의 변화를 일으키는 장치는 일반적으로 기계로 간주된다. 전기화 이후 대부분의 소형 기계가 더 이상 손으로 동력을 공급받지 않게 되자 기계화는 전동식 기계와 동의어가 되었다. 생산 프로세스의 기계화 확장을 자동화라고 하며 이는 센서에 의해 피드백이 제공되는 폐쇄 루프 시스템에 의해 제어된다. 자동화된 기계에서는 다양한 메커니즘의 작업이 자동으로 수행된다.

## 같이 보기
- 조립 라인
- 산업화
- 신흥공업국